# Sølvregn-slægten
Sølvregn-slægten (Fallopia) er kendetegnet ved, at arterne har pil- eller spydformede blade, og ved at de hvide eller grønlige blomster sidder samlet i nøgler. Her omtales kun arter, som jævnligt kan ses i Danmark.
| Arter |

- Japanpileurt (Fallopia japonica)
- Kæmpepileurt (Fallopia sachalinensis)
- Snerlepileurt (Fallopia convolvulus)
- Sølvregn (Fallopia baldschuanica)
- Vingepileurt (Fallopia dumetorum)